# Puszcza Bukowa

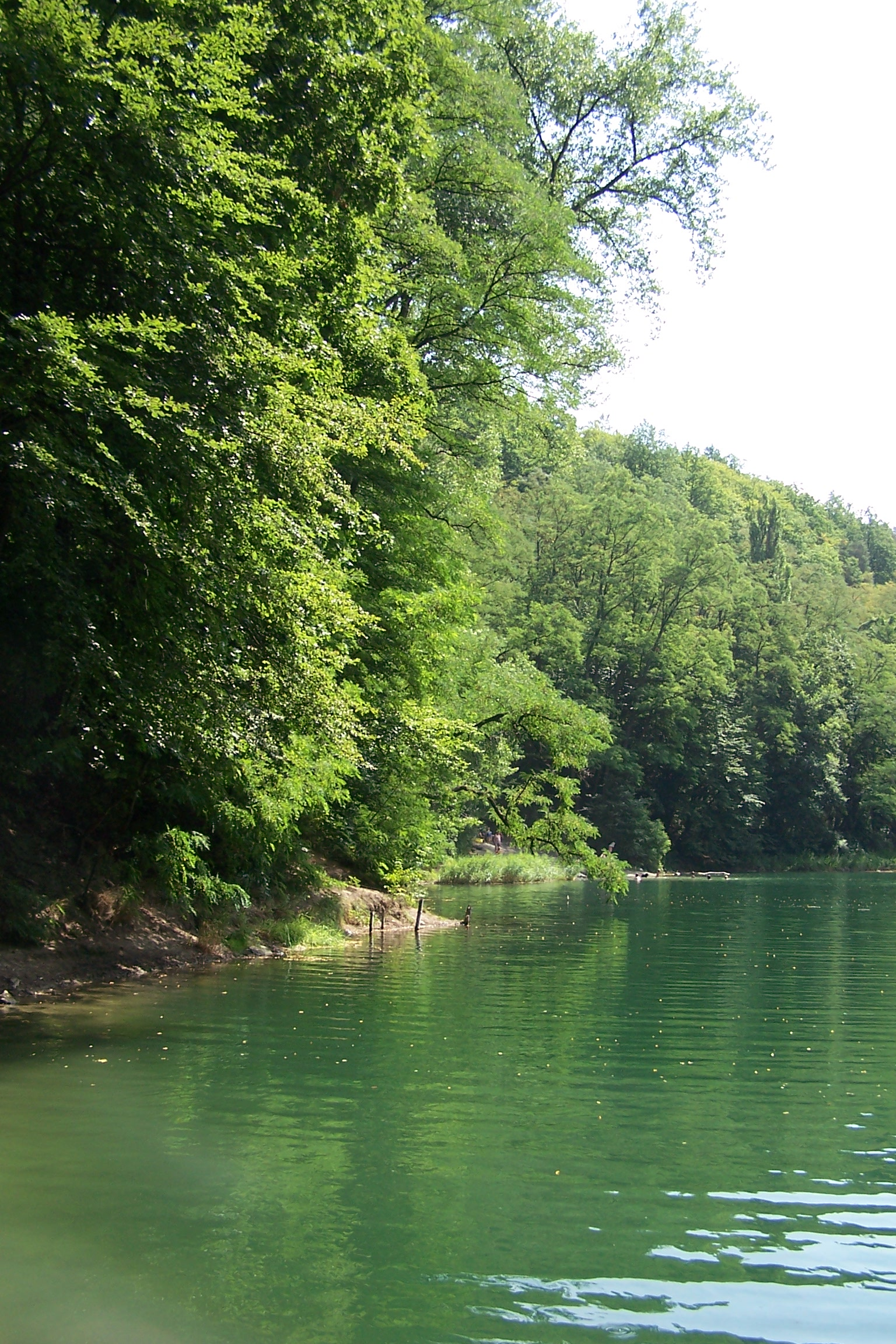
Jezioro Szmaragdowe w Puszczy Bukowej.

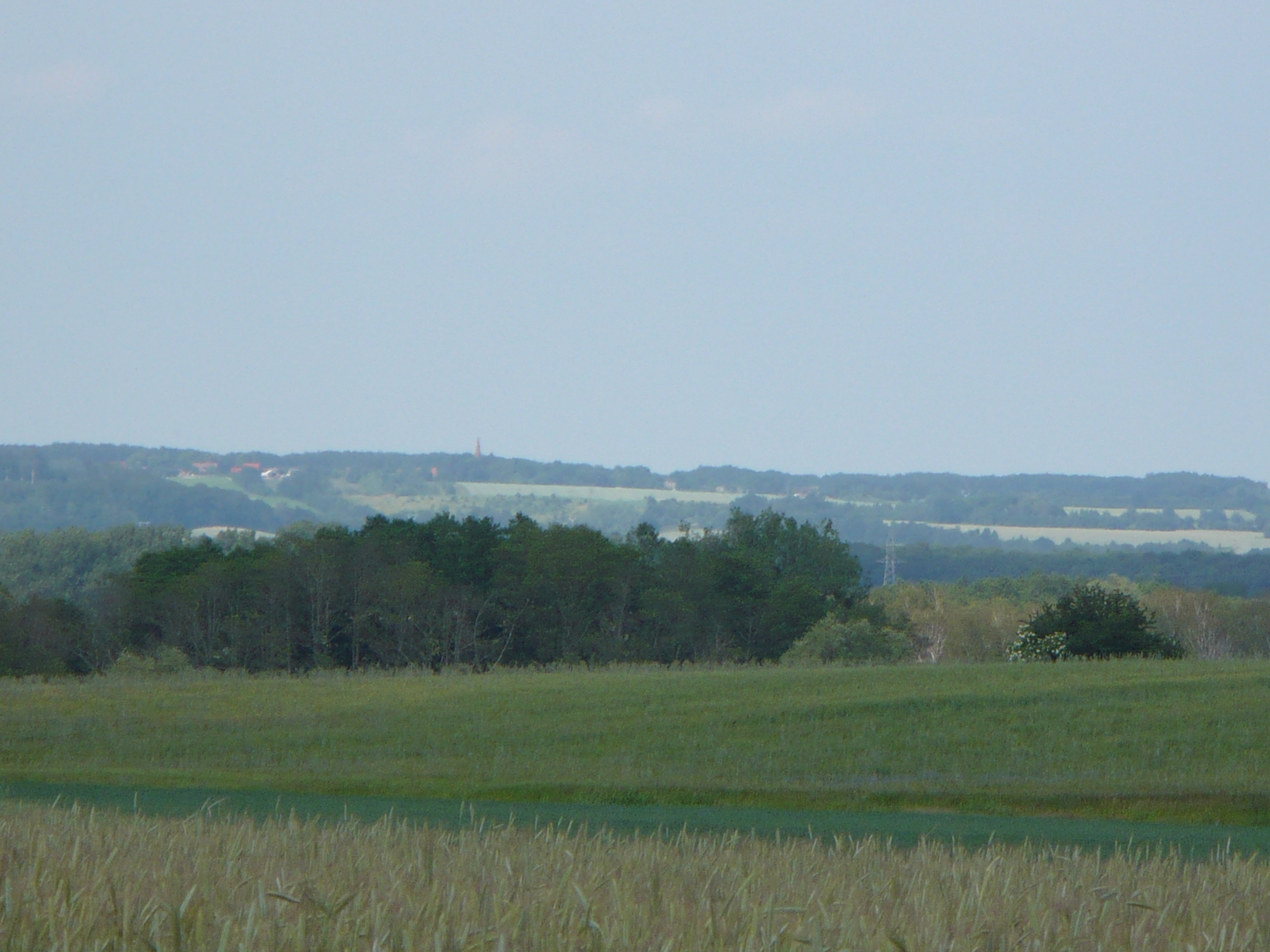
Polana Binowska i Polana Kołowska od strony Równiny Wełtyńskiej.

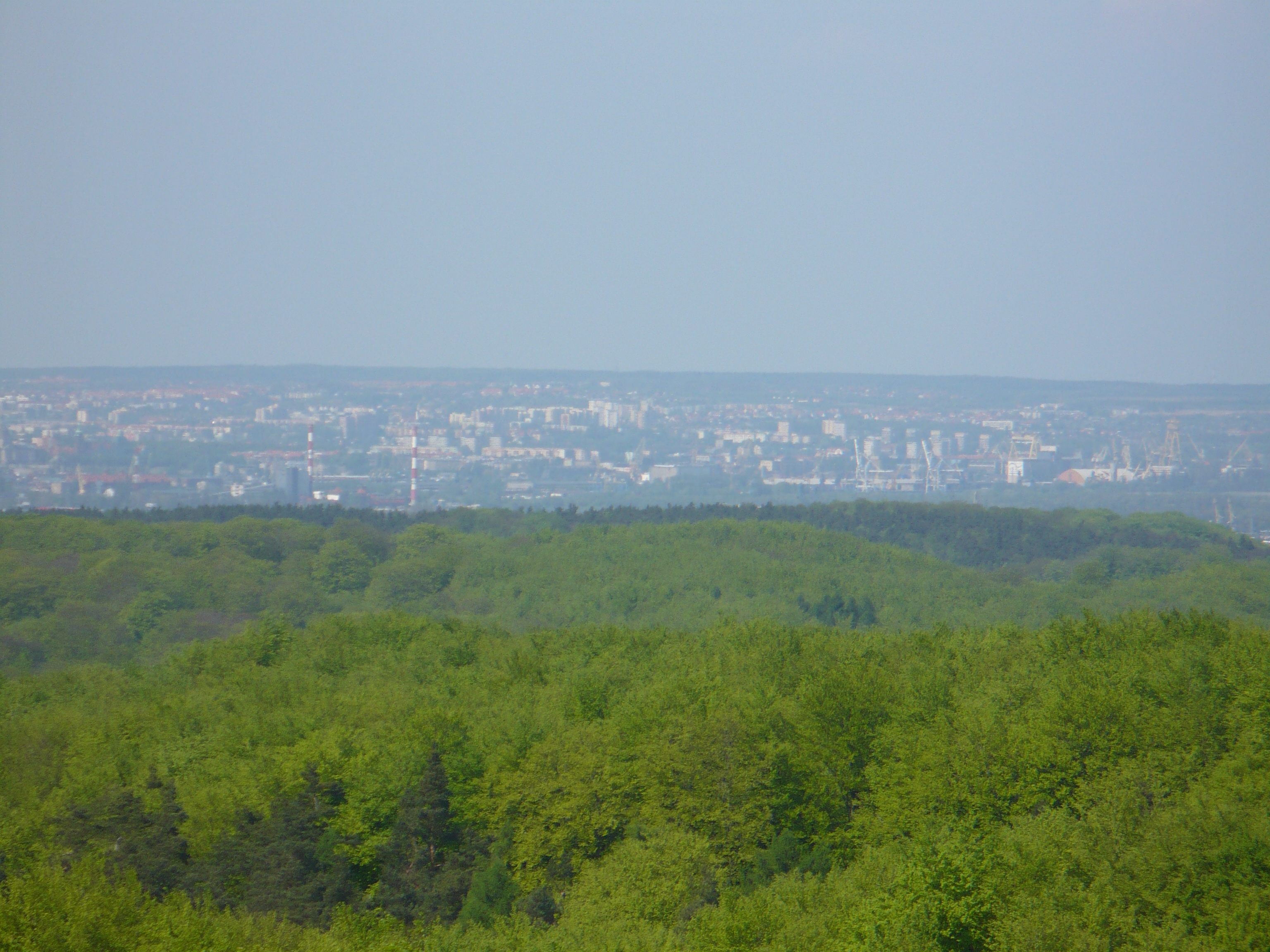
Puszcza Bukowa. W tle Szczecin.

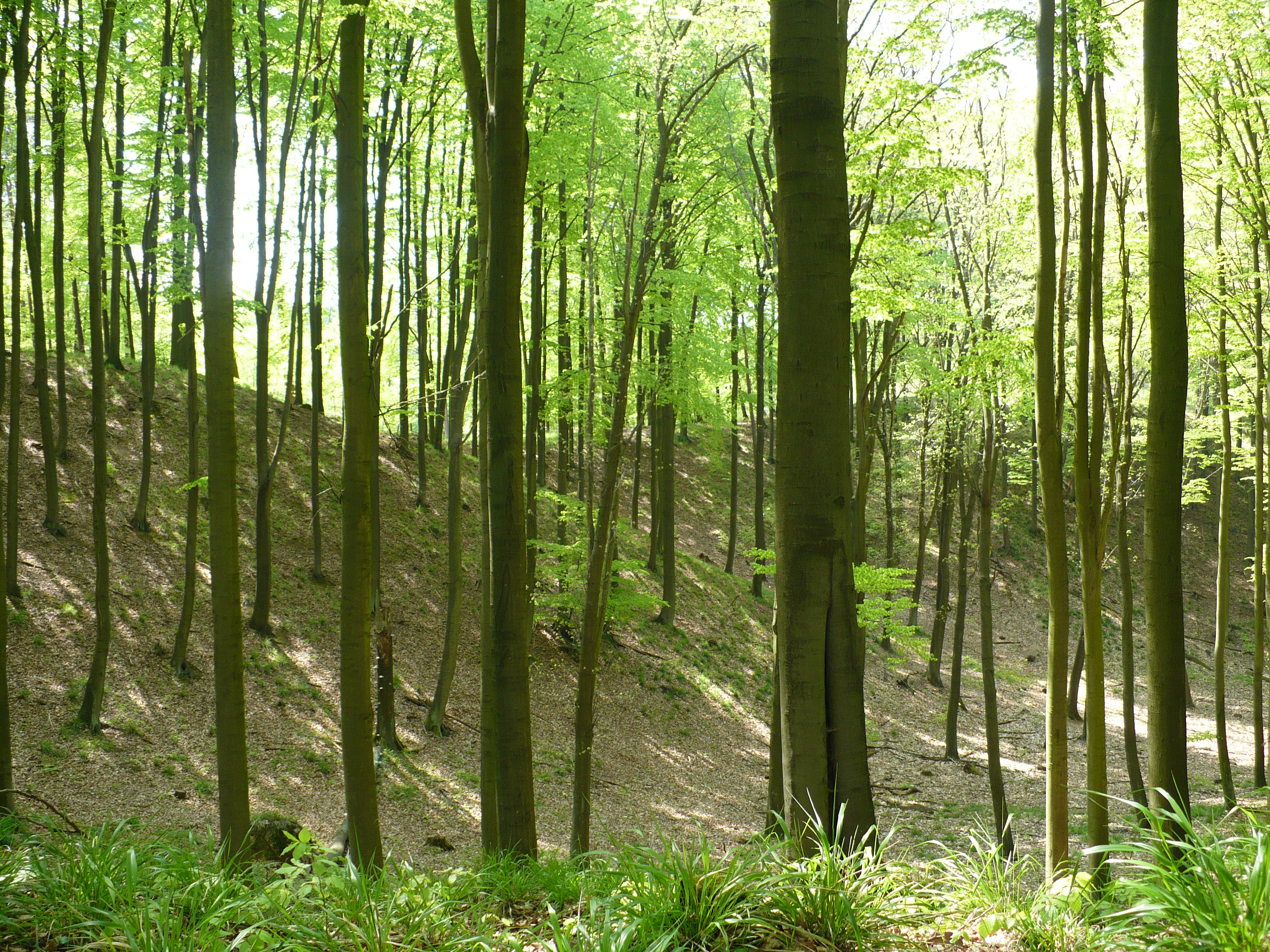
Okolice Bukowca.

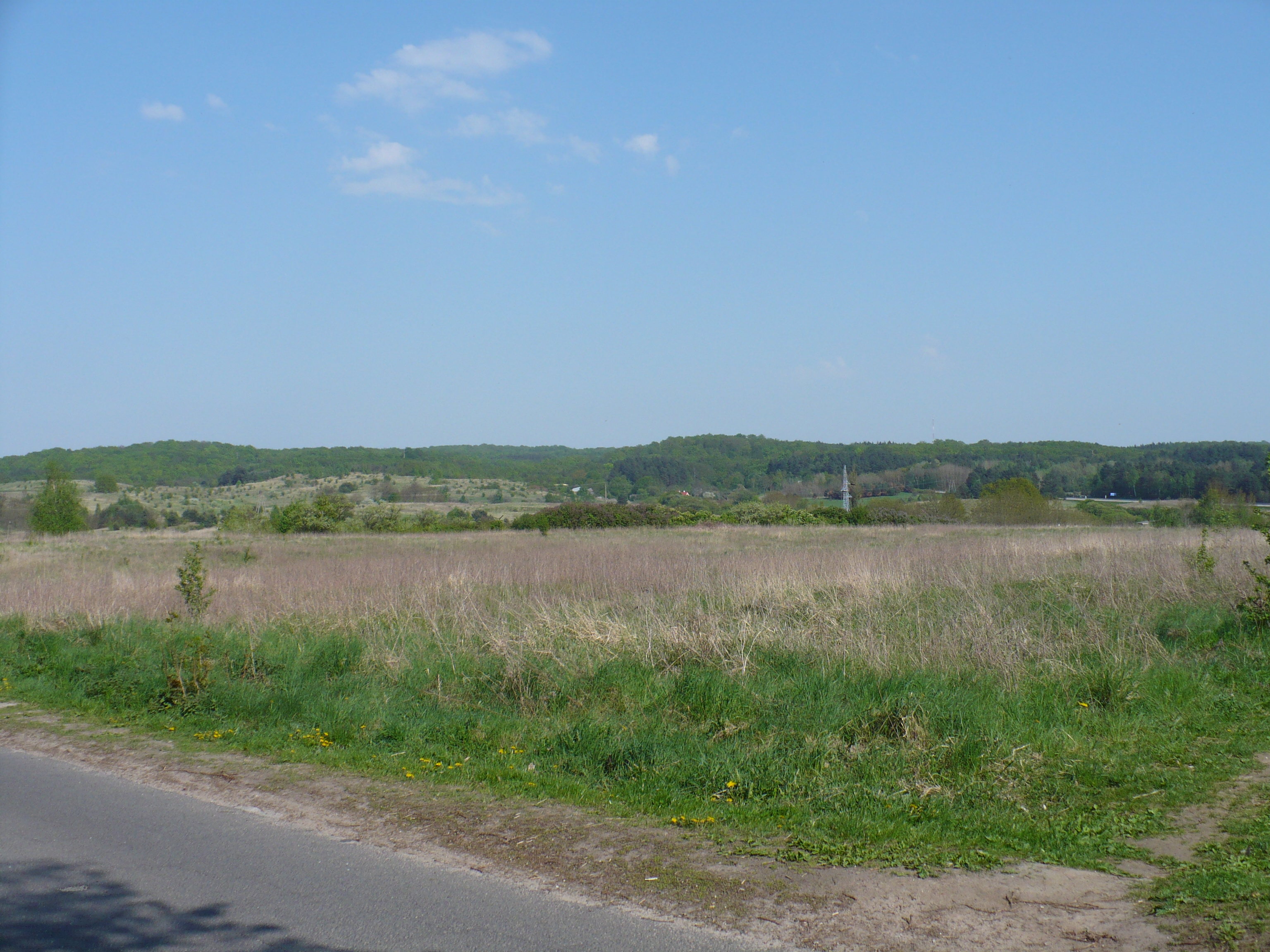
Puszcza Bukowa od strony Klucza.

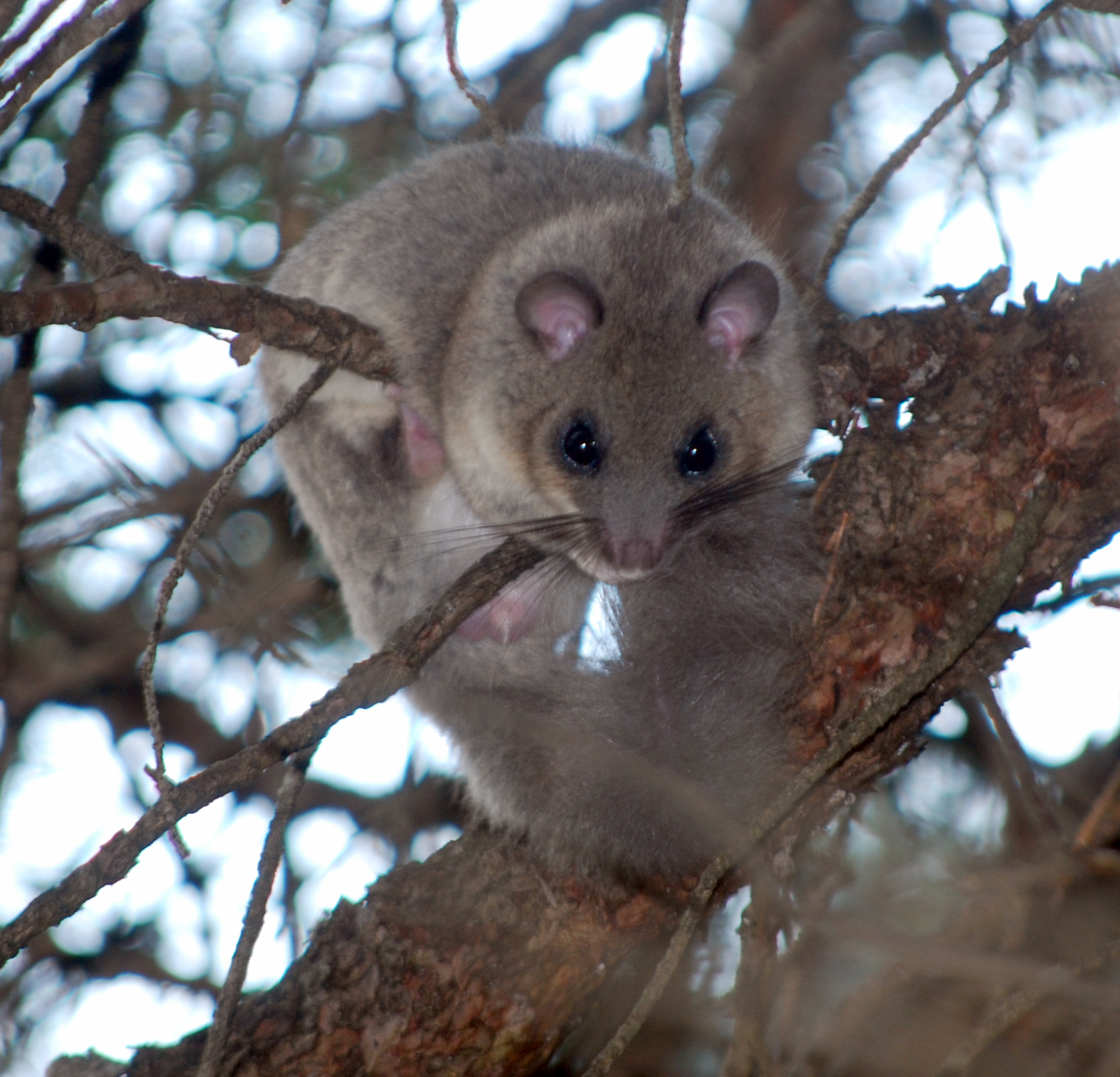
Popielica

Puszcza Bukowa (Knieja Bukowa; do 1945 niem. Buchheide) – kompleks leśny położony przy południowo-wschodnich dzielnicach Szczecina na Wzgórzach Bukowych. Wchodzi w skład Szczecińskiego Parku Krajobrazowego „Puszcza Bukowa”, utworzonego w 1981 r. oraz Leśnego Kompleksu Promocyjnego „Puszcze Szczecińskie”, utworzonego w 1996 r. Wyróżnia się dominacją dobrze zachowanych żyznych lasów liściastych, zwłaszcza buczyn, które występują tu w wielu postaciach siedliskowych (buczyny kwaśne, żyzne, źródliskowe). Występują tu poza tym lasy łęgowe (w tym rzadki na niżu podgórski łęg jesionowy), olsy, dąbrowy, bory sosnowe i grądy. Czynnikiem sprzyjającym zróżnicowaniu lasów i zachowaniu ich walorów naturalnych jest bogata rzeźba Wzgórz Bukowych i dominacja żyznych siedlisk świeżych i wilgotnych.

## Geografia Puszczy
Najwyższe szczyty to: Bukowiec – 149 m n.p.m., Lisica – 140 m n.p.m., Łowczyn – 138 m n.p.m., Rosocha – 137 m n.p.m., Wodnik – 134 m n.p.m.,  Klasztorne – 133 m n.p.m., Jelonek – 132 m n.p.m., Kopytnik – 132 m n.p.m., Czajcza Góra – 127 m n.p.m., Glapi Garb – 123 m n.p.m., Kamienna Góra – 121 m n.p.m., Świątek – 119 m n.p.m., Sobolowa Góra – 119 m n.p.m., Słup – 119 m n.p.m.
Strumienie należą do trzech zlewisk:
- Płoni (Rudzianka, Niedźwiedzianka, Potok Śmierdnicki, Potok Kłobucki i ich dopływy),
- Odry (Chojnówka, Jeziorna, Wełtyński Strumień i ich dopływy),
- Krzekny (Słoneczny Potok, Dobropolski Potok, Wężówka, kanał z Jeziora Glinna Wielka i ich dopływy).

Jeziora w Szczecińskim Parku Krajobrazowym wypełniają na ogół naturalne, polodowcowe zagłębienia terenu. Występują głównie w południowej części Parku. W granicach parku znajduje się 17 jezior pochodzenia polodowcowego (największe z nich to Jezioro Binowskie, Glinna Wielka i Piasecznik Wielki) oraz 2 powstałe w wyniku działalności człowieka – Jezioro Szmaragdowe oraz tzw. Nowy Staw (Karasi Staw). W otulinie parku krajobrazowego znajduje się 18 zbiorników wodnych o powierzchni pow. 1 ha, w tym 8 naturalnych (m.in. Żelewko i Płonno) oraz 10 antropogenicznych.
Większe źródła: Lwia Paszcza, Dobropolskie Źródło, Oczko Marzanny, Ciurkadełko, Oczko Ponikwy, Źródełko pod Bukowcem.
Największe polany: Polana Binowska, Polana Dobropolska, Polana Kołowska, Polana Chlebowska, Jasna Polana.
Główne drogi: Droga Bieszczadzka, Droga Binowska, Droga Chlebowska, Droga Chojnowska, Droga Dolinna, Droga Górska, Droga Graniczna, Droga Kołowska, Królewski Bruk, Leśna Szosa, Droga Mazowiecka, Zbójny Trakt, Zygzak.
Większe przełęcze: Brama Czwójdzińskiego, Czajcza Przełęcz, Siodło Zielawy, Przełęcz Trzech Braci, Przełęcz Bukowa.

## Flora
Dominującym elementem krajobrazu są lasy pokrywające 74,3% powierzchni. Tereny rolne w formie polan śródleśnych stanowią blisko 17,8% powierzchni, wody zajmują 2,6%, drogi i osiedla pokrywają 3,8%.
Różnorodność siedlisk Wzgórz Bukowych powoduje, że wykształciły się tu wyjątkowo liczne zbiorowiska roślinne z bardzo bogatą florą. Stwierdzono tu 25 zespołów zaroślowych i leśnych, 15 zespołów roślinności wodnej, 38 mokradłowych, 42 zespoły muraw, łąk i okrajków oraz 30 ruderalnych i segetalnych.
Flora Puszczy Bukowej obejmuje ok. 1250 gatunków roślin, w tym 63 gatunki podlegające całkowitej ochronie (m.in. cis pospolity, jarząb szwedzki, rokitnik zwyczajny, bluszcz pospolity, barwinek pospolity, wiciokrzew pomorski, rosiczka okrągłolistna, lilia złotogłów, sasanka łąkowa, storczyk krwisty, buławnik wielkokwiatowy). Na terenie Puszczy w licznych dolinach strumieni występują łęgi: olszowo – jesionowe, jesionowe (podgórskie). W bezodpływowych zagłębieniach terenu z wysokim poziomem wody występują olsy i łozowiska. W południowej części Puszczy funkcjonuje Arboretum w Glinnej.

## Fauna
W Puszczy i jej bezpośrednim sąsiedztwie stwierdzono współcześnie występowanie przynajmniej 53 gatunków mięczaków, 692 gatunków pozostałych bezkręgowców, 27 gatunków bezszczękowców i ryb, 13 gatunków płazów, 6 gatunków gadów, 152 gatunki ptaków lęgowych i prawdopodobnie lęgowych, 43 gatunki ptaków spotykanych tylko na przelotach oraz 48 gatunków ssaków. Rzadkie gatunki (podlegające całkowitej ochronie) to między innymi:
- ptaki – bocian czarny, bielik, orlik krzykliwy i kania ruda;
- węże – żmija zygzakowata, zaskroniec i gniewosz plamisty;

Bardzo bogata jest również fauna motyli, reprezentowana przez około 400 gatunków, przy czym motyle dzienne stanowią około 60 gatunków (m.in. paź królowej, niestrzęp głogowiec i strażnik), odkryto również rzadkie gatunki  pajęczaków, chrząszczy i mięczaków. Spośród wszystkich rozpoznanych dotąd w Puszczy Bukowej gatunków fauny 169 objętych jest ochroną. Jeszcze bardziej rygorystycznej ochronie podlegają stanowiska lęgowe bielika, kani rudej, orlika krzykliwego i bociana czarnego. W Puszczy Bukowej występują również dziki, jelenie, sarny, lisy, wiewiórki, kuny, jenoty i borsuki.
Puszcza Bukowa to miejsce występowania gatunków znajdujących się w spisie Polskiej Czerwonej Księgi Zwierząt Leśnych. Należą do nich między innymi: bąk, kania ruda, bielik, orlik krzykliwy i ohar.
W 2003 roku rozpoczęto w Puszczy Bukowej zakończoną sukcesem akcję reintrodukcji wymarłej tu niegdyś popielicy.

## Ochrona przyrody

### Rezerwaty przyrody
- Bukowe Zdroje – rezerwat leśny powołany w 1956 r. o powierzchni 205,90 ha. Występują tu bardzo zróżnicowane zbiorowiska leśne z dominacją buczyny pomorskiej, reprezentowanej przez różne podzespoły i facje, w dolinach łęgi i grądy, na zboczach kwaśne buczyny i lasy dębowo-bukowe; W 1982 r. rezerwatowi nadano imię prof. Tadeusza Dominika – zasłużonego botanika, twórcy polskiej szkoły mikoryzowej (zjawisko współżycia grzybów z korzeniami drzew).
- Trawiasta Buczyna – rezerwat leśny powołany w 1956 r. o powierzchni 78,52 ha (część objęta ochroną ścisłą – 20,12 ha). Utworzono go dla ochrony fragmentu lasu bukowego z bogatymi zbiorowiskami roślin zielnych w runie (głównie perłówką jednokwiatową). Występują tu zróżnicowane na kilka facji zbiorowiska buczyny pomorskiej, łęgi i olsy, torfowiska przejściowe, liczne stanowiska ptaków drapieżnych. W 1985 r. rezerwat nazwano im. prof. Stefana Kownasa – zasłużonego przyrodnika, organizatora Katedry Botaniki w ówczesnej Wyższej Szkole Rolniczej w Szczecinie.
- Źródliskowa Buczyna – rezerwat leśny powołany w 1956 r. o powierzchni 121,02 ha (część objęta ochroną ścisłą – 58,16 ha). Utworzony został dla celów zachowania pięknego fragmentu buczyny źródliskowej z bogactwem storczyków w runie. Rozległe obniżenia rezerwatu zajmują: buczyna źródliskowa, łęgi i olsy; W 1984 roku rezerwat nazwano im. Jerzego Jackowskiego (1912-1976) – zasłużonego leśnika, wybitnego działacza ochrony przyrody. Przy rezerwacie leży granitowy głaz narzutowy (obwód 4,6 m, wysokość 1,4 m) z tablicą upamiętniającą patrona rezerwatu (odsłonięta w 1988 r.).
- Kołowskie Parowy – rezerwat leśny powołany w 1956 r. o powierzchni 24,01 ha. Utworzono go dla ochrony fragmentu lasu bukowego z bogatymi zespołami roślin zielnych w runie. Rezerwat obejmuje wysokie wzniesienia morenowych Wzgórz Bukowych, urozmaicone wąwozami, wywierzyskami i potoczkami. W około stuletnich drzewostanach buki osiągają wysokość do 40m. Dominuje w nim buczyna pomorska w podzespole z kostrzewą leśną, w dolinach występuje buczyna typowa, źródliskowa i łęgi. W 1982 został nazwany imieniem Józefa Lewandowskiego (1907-1968) wybitnego leśnika, działacza ochrony przyrody i wieloletniego dyrektora Okręgowego Zarządu Lasów Państwowych w Szczecinie. Przy rezerwacie leży granit (obwód 4,4 m, wys. 1,5 m) z tablicą upamiętniającą patrona.
- Buczynowe Wąwozy – rezerwat leśny powołany w 1956 r. o powierzchni 39,94 ha. Utworzono go dla zachowania fragmentu starodrzewu buczyny pomorskiej oraz łęgu olchowego. Osobliwością przyrodniczą są tu rzadkie rośliny: żywiec cebulkowy, kostrzewa leśna, manna gajowa, bluszcz pospolity, nerecznica górska, widłak wroniec. Dominuje w nim buczyna pomorska w podzespole z kostrzewą leśną, w dolinach występuje buczyna typowa i łęgi;
- Zdroje – rezerwat florystyczny powołany w 1959 r. o powierzchni 2,12 ha; ochroną objęte jest tu stanowisko naturalnie odnawiającego się cisa. Niegdyś w miejscu tym znajdował się Park Toepfera – właściciela pobliskiej kopalni kredy. Po zniszczeniu parku, cisy zdziczały i dziś rosną, jak niegdyś – w lesie.
- Osetno – rezerwat leśny o powierzchni 111,59 ha, utworzony 14 listopada 2008 r. Jest to jeden z pierwszych rezerwatów mikologicznych w Polsce.
- Węglino – projektowany rezerwat leśno-torfowiskowo-wodny obejmujący eutroficzny śródleśny zbiornik wodny Węglino z przyległym torfowiskiem oraz otaczającymi buczynami w wieku 140-160 lat. Obszar bardzo urozmaicony pod względem krajobrazowym i siedliskowym, z cennymi okazami flory i fauny takim jak: grzybień biały, rosiczka okrągłolistna, perłówka jednokwiatowa, wiciokrzew pomorski, soplówka bukowa, ozorek dębowy, kozioróg bukowiec, rzekotka drzewna, kumak nizinny, nocek duży, itd.
- Lisi Potok – projektowany rezerwat leśny chroniący buczyny, łęgi i obszary źródliskowe w górnej części doliny Lisiego Potoku. Teren bardzo urozmaicony pod względem krajobrazowym i siedliskowym, z cennymi okazami roślin i grzybów takimi jak: turzyca zgrzebłowata, przetacznik górski, kruszyna pospolita, flagowiec olbrzymi, mądziak psi, szyszkowiec łuskowaty, grzybówka szafranowa, pięknoróg dwuprzegrodowy, itd.
- Jezioro Czarne – projektowany rezerwat wodny. Śródleśne jezioro stanowi ostoję cennej fauny takiej jak: szczeżuja wielka, rak szlachetny, kania ruda, itd. Dookoła strome zbocza porośnięte starodrzewem bukowym.

### Inne formy ochrony

#### ObszaryNatura 2000
- Obszar siedliskowy Natura 2000 „Wzgórza Bukowe” – obejmuje zasięgiem Puszczę Bukową.
- Obszar siedliskowy Natura 2000 „Dolina Płoni i Jezioro Miedwie” (płd.-wsch. część otuliny SzPKPB) – stanowi naturalny korytarz ekologiczny między doliną Płoni a Doliną Dolnej Odry
- Obszar ptasi Natura 2000 „Jezioro Miedwie i Okolice” (płd.-wsch. część otuliny SzPKPB) – chroni najcenniejsze fragmenty tzw. Zastoiska Pyrzyckiego (Pra-Miedwia) jako ostoi licznego ptactwa.
- Obszar ptasi Natura 2000 „Jeziora Wełtyńskie” (płd.-zach. część otuliny) – ostoja awifauny nad jeziorem Wełtyń i okolicznymi mniejszymi zbiornikami wodnymi.
- Obszar siedliskowy Natura 2000 „Dolna Odra” (przylega do otuliny SzPKPB od zachodu) – obejmuje cenne tereny podmokłe Międzyodrza i stanowi ważny korytarz ekologiczny.
- Obszar ptasi Natura 2000 „Dolina Dolnej Odry” (przylega do otuliny SzPKPB od zachodu) – ważna ostoja awifauny.

#### Pomniki przyrody

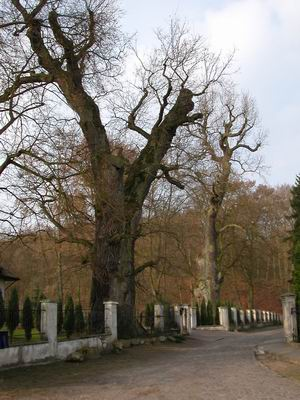
Dęby Krzywoustego w Klęskowie

112 obiektów + 13 w otulinie SzPKPB (głazy narzutowe, drzewa, źródła), np.:
- Lipa Świętego Ottona – lipa rosnąca na placu przykościelnym w Płoni, według legendy zasadzona w 1124 roku podczas misji biskupa Ottona z Bambergu. Obwód: 920 cm.
- Lipa Walpurga – rośnie przy ul. Topolowej. Nazwa na cześć duńskiej księżniczki Walpurgi – pierwszej żony księcia Bogusława I. Obwód: 530 cm.
- Dęby Krzywoustego – dwa dęby rosnące w Klęskowie mające według legendy pamiętać rok 1121, kiedy to na polach między Klęskowem a Zdunowem Bolesław Krzywousty pokonał wojska pomorskie. Obwód: 690 i 640 cm.
- Dąb Dziadek – najwyższy w Puszczy Bukowej. Obwód: 422 cm.
- Dąb Jerzy – upamiętnia zasłużonego dla Puszczy leśnika Jerzego Jackowskiego. Obwód: 520 cm.
- Dąb Frater – rośnie na Przełęczy Trzech Braci – dawnej granicy między posiadłościami cystersów z Kołbacza a posiadłościami miast Szczecin i Gryfino. Obwód: 387 cm.
- Dąb Wartownik – razem z drugim dębem nazwany tak na pamiątkę istniejącego w czasie II wojny światowej przy pobliskim Uroczysku Mosty obozu pracy przymusowej dla włókniarek. Obwód: 430 cm.
- Dąb Książęcy – rośnie w Parku Leśnym Zdroje, na zachód od Jeziora Szmaragdowego. Posadzony 31 maja 1821 r. przez Fryderyka Wilhelma IV i jego brata Wilhelma I. Obwód: 365 cm.
- Buk Lipniackiego – nazwany dla uczczenia pamięci wybitnego krajoznawcy i miłośnika Puszczy – Wojciecha Lipniackiego. Obwód: 485 cm.
- Żywotniki Mazurkiewicza – rosnące przy dawnej leśniczówce w osadzie Mazurkowo. Obwód najgrubszego: 333 cm.
- Dobropolskie Źródło
- głazy narzutowe – w wyniku działalności lodowca na terenie Puszczy pozostało kilkadziesiąt głazów o obwodzie powyżej 7 metrów oraz kilkaset mniejszych głazów o obwodzie powyżej 4 metrów (łącznie zinwentaryzowano 880 obiektów). W przeszłości było ich znacznie więcej, ale część z nich została wykorzystana przez miejscową ludność do budowy murów czy brukowanych dróg. Jedna z anegdot podaje, że z gigantycznego głazu, umiejscowionego koło Dobropola, zbudowano drogę brukowaną łączącą wieś z Kołowem. Głaz leżący przy Drodze Grońskiego został użyty do budowy elementów kolumnady Galerii Narodowej w Berlinie.

Głazy zaliczone do pomników przyrody (* – projektowane lub obecnie niezaliczone jako pomniki przyrody):
| Nazwa                            | Opis                                                                            | Obwód (cm) | Wysokość (cm) | Położenie (numer oddziału)         | Zdjęcie |
| -------------------------------- | ------------------------------------------------------------------------------- | ---------- | ------------- | ---------------------------------- | ------- |
| Głaz Grońskiego                  | gnejs szaro-różowy, średnioziarnisty                                            | 1235       | 140           | 238                                |         |
| Głaz Szwedzki                    | gnejs plagioklazowo-biotytowy, różowo-szary, granoblastyczny z żyłą pegmatytową | 910        | 180           | 251                                |         |
| Głaz Serce (Młyński Kamień)      | gnejs smalandzki szaro-różowy                                                   | 1375       | 80            | 261                                |         |
| Głaz Krajoznawców (Olbrzym)      | granit biotytowy, różowo-szary, różnoziarnisty                                  | 1750       | 270           | 186                                |         |
| Głaz Słupi                       | granit biotytowy, różowy, różnoziarnisty                                        | 870        | 170           | 283                                |         |
| Głaz Słupieniec*                 | granit                                                                          | 870        | 150           | 281                                |         |
| Głaz Omszały                     | granit biotytowy, różowy, różnoziarnisty                                        | 980        | 130           | 250                                |         |
| Głaz Ukryty*                     | granit szary                                                                    | 1280       | 180           | 173                                |         |
| Głaz Kołyska                     | granit szary                                                                    | 1475       | 200           | 347                                |         |
| Głaz przy Leśnej Szosie          | granit szary, zagłębiony                                                        | 1420       | 50            | 156                                |         |
| Głaz przy autostradzie*          | granit ciemnoszary                                                              | 720        | 150           | 268                                |         |
| Głaz Błażej*                     | granit rapakiwi gruboziarnisty różowy                                           | 650        | 120           | 148                                |         |
| Miedwiański Kamień (Czarci Głaz) | granit grubokrystaliczny różowy                                                 | 940        | 210           | Kołbacz (wcześniej okolice Dębiny) |         |
| Głaz Anna i Andrzej              | granit drobnokrystaliczny                                                       | 1090/950   | 150/90        | 209                                |         |

#### Zespoły przyrodniczo-krajobrazowe
- Jezierzyce – chroni wartości estetyczne i przyrodnicze cennego krajobrazu doliny rzecznej w strefie ochronnej SzPKPB.
- Park Leśny w Strudze – chroni cenny krajobraz doliny rzeki Płoni z pozostałościami dawnego parku dworskiego.
- Dolina Dolnej Płoni – projektowany w dolinie rzeki Płoni od Jezierzyc do Dąbia, sprzężony z dwoma poprzednimi.
- Polana Chlebowska – projektowany na wschód od Chlebowa.
- Jezioro Glinna i okolice – projektowany w okolicy jeziora Glinna Wielka i kilku mniejszych zbiorników jako cennych siedlisk flory i fauny o znaczeniu ponadregionalnym.
- Jezioro Wężówka i okolice – projektowany w okolicy jeziora Wężówka z cennym drzewostanem i torfowiskami w płd.-wsch. części Polany Kołowskiej.
- Wzgórza nad Piasecznikiem – projektowany w okolicy jeziora Piasecznik Mały wraz z otaczającymi wzgórzami porośniętymi buczyną oraz bagnami w niecce jeziora.
- Łąki pod Żelisławcem – projektowany w  obszarze źródliskowym Krzekny; kilka śródpolnych oczek wodnych.

#### Użytki Ekologiczne
- Zgniły Grzyb – zarastające jezioro z okolicznymi łąkami i lasami, będące siedliskiem dla rzadkich gatunków ptaków i ssaków.
- Klucki Ostrów – wyspa na Międzyodrzu w otulinie SzPKPB, między Regalicą a Kanałem Kluckim.
- Żurawina – proj.
- Dolina Ponikwy – proj.
- Królewskie Źródła – proj.
- Kołowskie Trzęsawisko – proj.
- Niedźwiedzie Błoto  – proj.
- Glinne Doły – proj.
- Jeleni Staw – proj.
- Staw Kiełpiński – proj.
- Szmaragdowa Topiel – proj.

## Pomniki
- Pomnik Carla Ludwiga Gené na wzgórzu Piekielnik
- Pomnik Albrechta Rudelsdorffa koło Bukowca
- Pomnik Carla Friedricha Meyera na wzgórzu Świątek (zdewastowany)
- pomnik żołnierza radzieckiego niedaleko Radziszewka
- pomniki przy Szwedzkim Młynie
- pomniki cementowni „Stern” na północny zachód od Jeziora Szmaragdowego

## Szlaki turystyczne
Sieć szlaków pieszych bardzo dobrze rozwinięta i oznakowana, a także połączona z otaczającymi obszarami. Punkty początkowe i końcowe dobrze skomunikowane (PKP, PKS, ZDiTM). Sieć znakowanych szlaków rowerowych niedostateczna i wymaga reorganizacji – w większości szlaki nieznakowane, obecnie w fazie projektowej i planowania infrastruktury.
- Szlak Nadodrzański
- Szlak im. Stanisława Pawelskiego
- Szlak przez Słupi Głaz im. Wojciecha Lipniackiego
- Szlak przez Trawiastą Buczynę
- Szlak im. Stanisława Grońskiego
- Szlak Równiny Wełtyńskiej i Pojezierza Myśliborskiego
- Szlak im. Bolesława Czwójdzińskiego
- Szlak Woja Żelisława
- Szlak im. Bolesława Krzywoustego
- Szlak Artyleryjski
- Szlak Buczynowych Wąwozów
- Szlak do Szwedzkiego Kamienia
- Szlak Familijny przez Park Leśny Zdroje
- Szlak PTTK „Wiercipięty”
- Szlak Górski na Bukowiec
- Szlak „Vadam”
- Szlak Sekwoi
- Szlak przez Wielecki Staw
- Szlak do Jeziora Szmaragdowego
- Szlak „Zielona Odra”
- [proj.] Szlak rowerowy „Odrzańsko-Bukowy” (Gryfino→ Żabnica→ Daleszewo→ Chlebowo→ Droga Czterech Podków→ Jarząbki→ Wysoka Gryfińska→ Wełtyń→ J.Wełtyńskie→ Gryfino)
- [proj.] (Płonia→ Sosnówko→ Droga Bieszczadzka→ Kołowo→ Bukowiec→ stary poligon→ Klucz)
- [proj.] (Klęskowo→ Kołówko→ Zygzak→ Binowo→ Kołowo→ Gliniec→ Dobropole→ Stare Czarnowo→ Kołbacz→ Żelewo→ Morzyczyn)
- [proj.] (Klęskowo→ Kijewko→ Płonia→ Śmierdnica→ Sosnówko→ Kołbacz→ Stare Czarnowo→ Glinna→ Żelisławiec→ Gryfino/Banie)
- [proj.] (Podjuchy→ Bukowiec→ Binowo→ Jarząbki→ Chlebowo)
- [proj.] (Płonia→ Królewskie Źródła→ Śmierdnica→ Głaz Lewandowskiego→ Leśn. Kołowo→ J.Wężówka→ Łużec→ Binowo→ Wysoka Gryf.)

## Punkty widokowe
- Wzgórze Akademickie
- Wzgórze Batowa
- Wzgórze Bombardierów
- Wzgórze Czanowskie
- Czajcza Góra
- Piaseczna Góra
- Skórcza Góra
- Panorama
- Widok